# The First Team
S'anomena The First Team (en català El primer equip) a l'equip que van formar els jugadors que van disputar per primera vegada un partit de basquetbol, l'any 1891, dirigits per James Naismith, l'inventor d'aquest esport. Comprèn 18 jugadors que estaven estudiant a Springfield, Massachusetts, l'assignatura d'educació física. L'equip va ser inclòs al Basketball Hall of Fame l'any 1959 (l'any de la seva inauguració) per premiar el seu esforç per popularitzar l'esport i per ser els seus primers practicants.

## Membres de l'equip
Els següents jugadors són reconeguts pel Basketball Hall of Fame com a membres del The First Team:
- Lyman Archibald
- Franklin Barnes
- Wilbert Carey
- William Chase
- William Davis
- George Day
- Benjamin French
- Henry Gelan
- Ernest Hildner
- Genzabaro Ishikawa
- Raymond Kaighn
- Eugene Libby
- Finlay MacDonald
- Frank Mahan
- Thomas Patton
- Edwin Ruggles
- John Thompson
- George Weller